# Jan Šimr (fotbalista)
Jan Šimr (*22. listopadu 1975, Praha) je český fotbalista a trenér. Během své kariéry působil jako obránce zejména v SK Sparta Krč, v prvoligové Bohemians Praha 1905 a SK Union Vršovice. Spolu se svým dvojčetem, útočníkem Vladimírem Šimrem, tvořili známé bratrské duo přirovnávané k bratrům Doškovým.

## Kariéra
Jan Šimr začínal v roce 1994 ve SK Slaný, následně působil v FK Říčany a SK Sparta Krč. V roce 2000 přestoupil do prvoligového týmu Bohemians Praha 1905 spolu s bratrem Vladimírem. Po návratu do SK Sparta Krč byli v zimní přestávce před jarní částí sezóny 2001/2002 Jan a Vladimír Šimrové nejproduktivnějšími střelci týmu. Jan vstřelil 5 gólů, zatímco Vladimír přidal 6 branek. Následným Janovým angažmá byl FK Tatran Prachatice, TJ Meteor Stříbrná Skalice a od roku 2007 hrál za SK Union Vršovice. V sezóně 2012/2013 zaznamenal SK Union Vršovice historický úspěch, když poprvé v historii klubu zvítězil v Pražském přeboru a postoupil do Divize B. V této sezóně byl Jan Šimr klíčovým hráčem obrany, který výrazně přispěl k celkovému úspěchu klubu. Byl zařazen do ideální přeborové jedenáctky podzimu 2012. Při svém posledním a vítězném zápase v červnu 2017 předal svou kapitánskou pásku synovi Janovi v 50. minutě utkání, čímž symbolicky ukončil hráčskou kariéru. Poté se Jan Šimr st. stal součástí realizačního týmu SK Union Vršovice, kde je považován za ikonu klubu.

## Rodina
Jeho dvojče, Vladimír Šimr (*22. listopadu 1975, Praha), je rovněž bývalý fotbalista (útočník) a trenér. Janovi synové, Jan Šimr a Vít Šimr, jsou aktivní fotbalisté.